# مصباح كربيدي

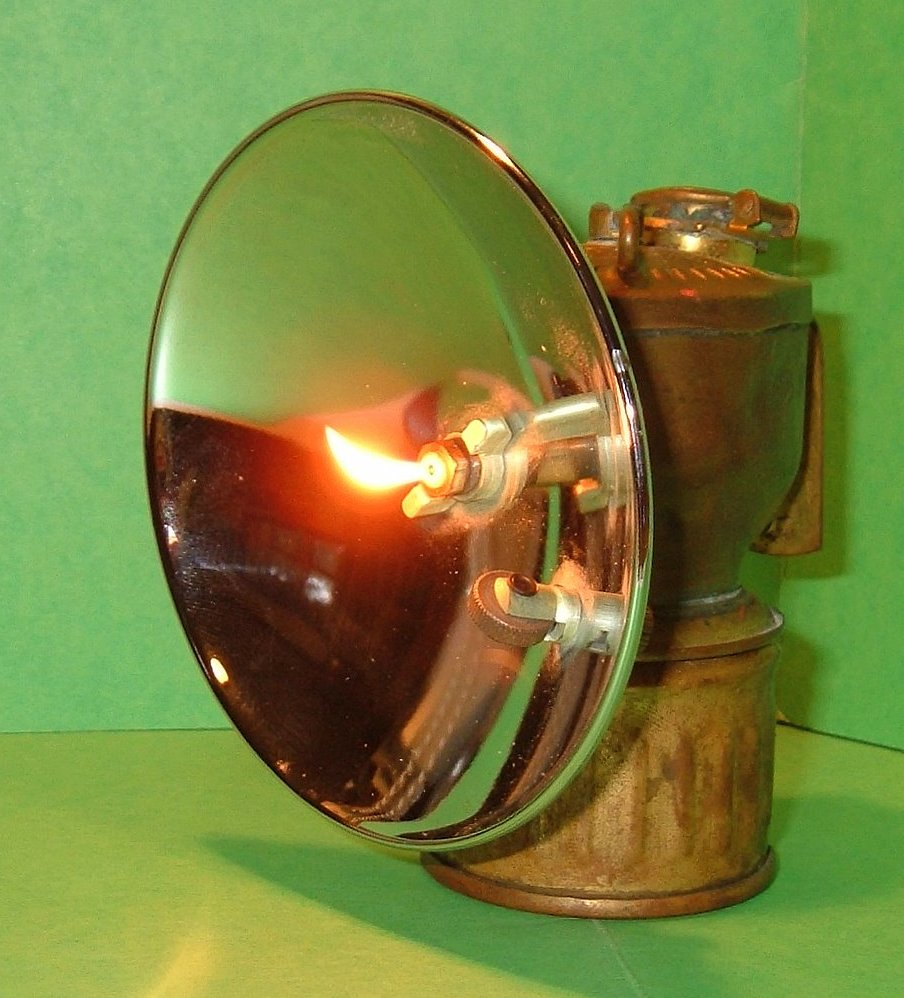
مصباح يعمل على غاز الأستيلين.

المصباح الكربيدي أو مصباح غاز الأستلين هي مصابيح بدائية تنتج وتحرق غاز الأسيتيلين، والذي ينتج عن تفاعل كربيد الكالسيوم مع الماء. 

مصابيح غاز الأسيتيلين استخدمت سابقاً لإنارة المباني، كالمنارات، ومصابيح السيارات والدراجات الأمامية، مصابيح غاز الأسيتيلين المتنقلة تُرتدى على القبعات أو تحمل في قبضة اليد، واستعملت بشكل واسغ الانتشار في بدايات القرن العشرين، ولا زالت حتى الآن تقتنى من قبل ريادة الكهوف، الصيادين.

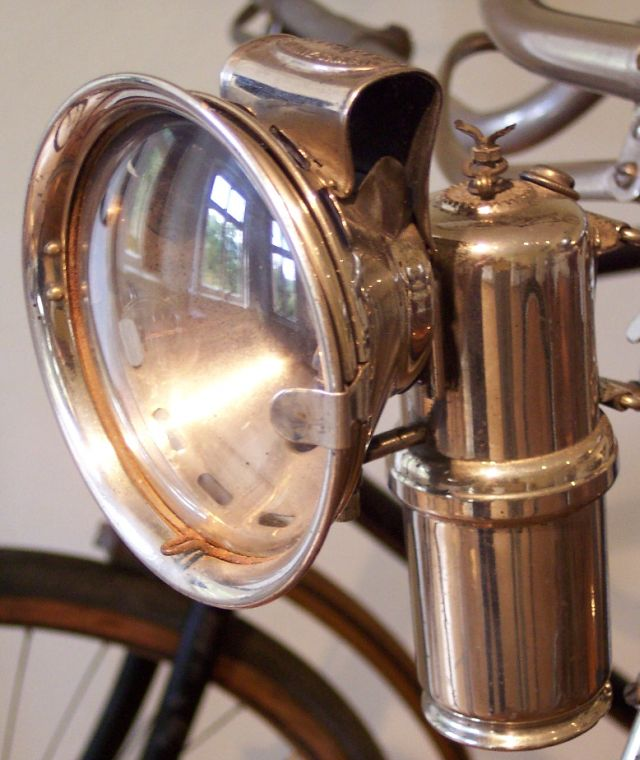
مصباح كربيدي فرنسي يعود لحوالي عام 1910م، منصوب على دراجة.

## الميكانيكية

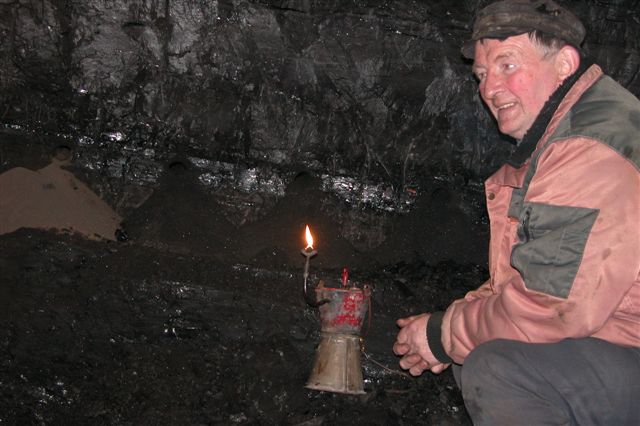
مصباح كربيدي في منجم فحم.

مصباح الحفر والتعدين يحتوي على كربيد الكالسيوم موضوع في تجويف سفلي. ويُملأ التجويف العلوي بالمياه، ويُستخدم صمام للتحكم بمعدل منسوب المياه المتدفق إلى التجويف المحتوي على كربيد الكالسيوم. وعن طريق التحكم بمنسوب المياه يُتحكم بمعدل إنتاج غاز الإستيلين وبالتالي معدل الاشتعال وإنتاج الإضاءة. 
هذا النوع من المصابيح يحتوي عاكساً خلف الشعلة لتعزيز مقدار الإضاءة المُنتَجة. مصباح الأسيتيلين المزود بالطاقة يُنتج ضوءاً ساطعاً يمتد لمسافات شاسعة. العديد من عمال التعدين يُفضّلون هذا النوع من الإضاءة الغير مركزة إضافةً إلى أنها تحسن الرؤية المحيطية في الظلام الدامس. تفاعل كربيد الكالسيوم مع الماء يُنتج كمية غير ضئيلة من الحرارة؛ لذا فإن بعض مستخدمي هذا النوع من الإضاءة يعمدون إلى استعمالها للتدفئة البسيطة.
عند استهلاك جميع كربيدات الكالسيوم في المصباح، فإن التجويف الكربيدي يحوي كمية من معجون كلسي رطب (هيدروكسيد الكالسيوم). ويُفرغ هذا المعجون في كيس للتخلص منه، ويمكن بعدها إعادة تعبئة التجويف.
تستخدم مصابيح كربيدية صغيرة تُسمى بالشموع الكربيدية أو بالمدخنات لتغطية مناظير البنادق للحيلولة عن ازدياد التوهج الناتج عن إطلاق النار.

## وصلات خارجية
- acethylene.com A comprehensive guide to the care and maintenance of acetylene gas lamps
- A User's Guide to Carbide Cap Lamps. Has many good pictures & videos.
- Carbide lamp Demonstration experiment: Instruction and video
- The Carbide Caver A website on the history, restoration, and use of carbide lamps for caving.